# 汪莘
汪莘（1155年—1227年），字叔耕，休宁西门人。
汪帅朱之子，汪革之弟。绍兴二十五年（1155）生。早年居黄山，精研《易经》。嘉定年間，曾三次上书，论天变、人事、民穷、吏污之弊，惜朝廷不用。晚年隱居柳溪，自号方壶居士，布衣以终。善写词，好吟苏轼、朱敦儒、辛弃疾词。《四库全书总目》評为“所作稍近粗豪”。著有《方壶存稿》八卷。